# Liolaemus inacayali
Liolaemus inacayali este o specie de șopârle din genul Liolaemus, familia Tropiduridae, descrisă de Fernando Abdala în anul 2003. Conform Catalogue of Life specia Liolaemus inacayali nu are subspecii cunoscute.